# Сита и Рама
Сита и Рама (хинди सिया के राम, англ. Sita's Ram) — индийский телесериал, основанный на древнеиндийском эпосе «Рамаяна» и транслируемый на телеканале Star Plus с 16 ноября 2015 года по 5 ноября 2016 года. В сериале 304 серии. Это история о любви Ситы и Рамы глазами Ситы.

## Сюжет
Сюжет сериала взят из древнеиндийского эпоса «Рамаяна», который был написан мудрецом Вальмики. Сериал пересказывает историю глазами праведной, красивой и храброй Ситы о её огромной любви к Раме.

## Содержание
Индия. Трета-юга. Около 1,2 млн лет назад. Царство Видеха, столица царства — Митхила. Правитель этого царства (Джанака) не имеет детей, о чем они переживают вместе с женой. Также в его царстве уже 12 лет не упало ни капли дождя. Посоветовавшись с гуру, по его совету, Джанака выливает из чистого золота плуг и начинает пахать иссохшую землю. Наткнувшись на что-то твердое в земле, Джанака находит в земле корзинку с младенцем. С первым вздохом Ситы на землю проливается дождь. Тем временем Рама и его 3 брата обучаются у гуру Васиштхи. Джанака размышляет о вере. Рама говорит о неважности материальных богатств и о важности духовной заботы о людях.
История рассказывает о войне и мире, преданности и любви. Рама и Сита, как пример идеальной семьи, показывают своей жизнью как правильно ее прожить и исполнять свои обязанности, прославляя своего творца.

## Дублированные версии
Телесериал дублирован на другие индийские языки, бенгальский канал Star Jalsha, тамильский канал STAR Vijay, телужский канал MAA TV, малаяльский канал Asianet.
В России версия на русском языке вышла 2 сентября 2018 года на телеканале Культура.